# 전주우
전주우( 8월 18일 ~ )는 대한민국의 배우이다.

## 학력
- 서울예술대학교 연극과
- 글로벌 대학 스토리텔링과

## 출연작

### 영화
- 《휴가》 (2016년) - 민재 역
- 《윤희》 (2014년) - 노식 역
- 《블라인드》 (2011년) - 형사 4 역
- 《마스크맨》 (2010년) - 경수 역
- 《불편한 히치하이커》 (2010년)

## 수상
- 2006년 영국왕실 로열 버라이어티 퍼포먼스 1위
- 2006년 에든버러프린지페스티벌 코미디상